# Campionati italiani di triathlon lungo del 2010
I Campionati italiani di triathlon lungo del 2010 sono stati organizzati dalla Federazione Italiana Triathlon e si sono tenuti a Bellagio in Lombardia, in data 21 agosto 2010.
Tra gli uomini ha vinto Matteo Annovazzi (Peperoncino Team), mentre la gara femminile è andata a Valentina Filipetto ( Esercito).

## Risultati

### Élite uomini
| Pos. | Atleta               | Società sportiva        | Nuoto    | Bici     | Corsa    | Totale   |
| ---- | -------------------- | ----------------------- | -------- | -------- | -------- | -------- |
|      | Matteo Annovazzi     | Peperoncino Team        | 00:47:29 | 03:23:47 | 01:54:03 | 06:05:19 |
|      | Leonardo Simoncini   | Forhans Team            | 00:47:28 | 03:26:27 | 01:57:00 | 06:10:55 |
|      | Alberto Roviera      | Peperoncino Team        | 00:00:00 | 00:00:00 | 12:32:40 | 06:24:15 |
| 4    | Gabriele Mazzetta    | Peperoncino Team        | 00:47:36 | 03:33:48 | 02:10:12 | 06:31:36 |
| 5    | Alessandro Bossini   | SBR3 Triathlon          | 00:49:30 | 03:47:58 | 01:58:41 | 06:36:09 |
| 6    | Andrea Vajente       | Forhans Team            | 00:46:25 | 03:39:09 | 02:12:05 | 06:37:39 |
| 7    | Fermo Bernasconi     | A Team                  | 00:53:33 | 03:37:43 | 02:08:22 | 06:39:38 |
| 8    | Riccardo Alvano      | T.D. Rimini             | 00:58:23 | 03:46:57 | 01:56:19 | 06:41:39 |
| 9    | Massimo Strada       | T.D. Rimini             | 00:49:58 | 03:48:23 | 02:12:29 | 06:50:50 |
| 10   | Andrea Vecchiato     | Läufer Club Bozen       | 01:00:25 | 03:45:12 | 02:10:13 | 06:55:50 |
| 11   | Matteo Baldacci      | Triathlon Team Riccione | 00:54:38 | 03:48:25 | 02:14:27 | 06:57:30 |
| 12   | Marco Damian Di Geso | Flipper Ascoli Piceno   | 00:55:06 | 03:51:30 | 02:13:04 | 06:59:40 |
| 13   | Francesco Panarella  | Forum Posillipo         | 00:58:13 | 03:55:52 | 02:06:21 | 07:00:26 |
| 14   | Massimo Nannini      | Triathlon Faenza        | 00:59:26 | 03:59:46 | 02:03:01 | 07:02:13 |
| 15   | Giuseppe Rainolter   | Triathlon Lecco         | 00:58:15 | 03:48:02 | 02:16:54 | 07:03:11 |
| 16   | Marco Micheli        | Triathlon Colli Velo    | 00:54:29 | 04:05:52 | 02:02:51 | 07:03:12 |
| 17   | Francesco Marchisio  | Torino 3                | 01:01:42 | 03:51:10 | 02:18:39 | 07:11:31 |
| 18   | Carlo Biaggioni      | Padova Triathlon        | 00:54:41 | 03:59:30 | 02:18:51 | 07:13:02 |
| 19   | Giorgio Marzocchi    | Pol. Centese T&D        | 01:03:04 | 03:58:40 | 02:11:49 | 07:13:33 |
| 20   | Juris Rossi          | Delfino                 | 01:08:34 | 03:54:53 | 02:10:21 | 07:13:48 |

### Élite donne
| Pos. | Atleta              | Società sportiva             | Nuoto    | Bici     | Corsa    | Totale   |
| ---- | ------------------- | ---------------------------- | -------- | -------- | -------- | -------- |
|      | Valentina Filipetto | Esercito                     | 00:47:26 | 04:02:20 | 02:18:12 | 07:07:58 |
|      | Martina Dogana      | Triathlon Cremona Stradivari | 00:53:28 | 04:01:51 | 02:21:46 | 07:17:05 |
|      | Francesca Tibaldi   | Läufer Club Bozen            | 00:54:44 | 04:09:29 | 02:19:56 | 07:24:09 |
| 4    | Daniela Pallaro     | Padova Triathlon             | 00:54:38 | 04:17:34 | 02:15:24 | 07:27:36 |
| 5    | Marta Miglioli      | Triathlon Cremona Stradivari | 00:56:35 | 04:23:29 | 02:17:03 | 07:37:07 |
| 6    | Sara Tavecchio      | Triathlon Cremona Stradivari | 00:54:49 | 04:26:42 | 02:29:14 | 07:50:45 |
| 7    | Simona Zaccardi     | T.D. Rimini                  | 01:04:04 | 04:24:46 | 02:32:17 | 08:01:07 |
| 8    | Beverley Gibson     | Alba Triathlon               | 01:00:30 | 04:41:45 | 02:32:43 | 08:14:58 |
| 9    | Chiara Gilberti     | Freezone                     | 01:04:16 | 04:47:48 | 02:27:10 | 08:19:14 |
| 10   | Cinzia Aversa       | Pool Sport                   | 00:55:25 | 04:38:46 | 02:55:14 | 08:29:25 |
| 11   | Claudia Assirelli   | Surfing Shop Triathlon       | 01:01:55 | 04:38:31 | 02:49:36 | 08:30:02 |
| 12   | Maria Angioni       | Torino 3                     | 01:23:07 | 04:58:47 | 02:28:14 | 08:50:08 |
| 13   | Virna Stavla        | Padova Triathlon             | 01:17:09 | 05:00:22 | 02:48:58 | 09:06:29 |
| 14   | Barbara Dupré       | Liger Team Keyline           | 01:20:16 | 05:12:16 | 03:15:39 | 09:48:11 |